# Křivce
Křivce (dříve německy Krips) jsou malá vesnice, část města Bezdružice v okrese Tachov v Plzeňském kraji. Nachází se asi dva kilometry severně od Bezdružic. V roce 2011 zde trvale žilo dvanáct obyvatel.
Křivce jsou také název katastrálního území o rozloze 5,69 km².

## Historie
První písemná zmínka o vesnici pochází z roku 1219.

## Obyvatelstvo
Při sčítání lidu v roce 1921 zde žilo 162 obyvatel (z toho 75 mužů) německé národnosti a římskokatolického vyznání. Podle sčítání lidu z roku 1930 měla vesnice 175 obyvatel německé národnosti, kteří se s výjimkou jednoho evangelíka hlásili k římskokatolické církvi.
| Rok            | 1869 | 1880 | 1890 | 1900 | 1910 | 1921 | 1930 | 1950 | 1961 | 1970 | 1980 | 1991 | 2001 | 2011 | 2021 |
| -------------- | ---- | ---- | ---- | ---- | ---- | ---- | ---- | ---- | ---- | ---- | ---- | ---- | ---- | ---- | ---- |
| Počet obyvatel | 199  | 184  | 200  | 176  | 173  | 162  | 175  | 52   | 59   | 18   | 18   | 19   | 20   | 12   | 12   |
| Počet domů     | 24   | 27   | 29   | 29   | 29   | 29   | 30   | 20   | 20   | 6    | 7    | 7    | 9    | 9    | 9    |

## Obecní správa
Při sčítání lidu v letech 1869–1963 Křivce byly samostatnou obcí, se kterým patřily nejprve do okresu Teplá, ale v letech 1900–1930 v okrese Planá a v roce 1950 v okrese Stříbro. Od roku 1964 jsou částí města Bezdružice v okrese Tachov.

## Pamětihodnosti

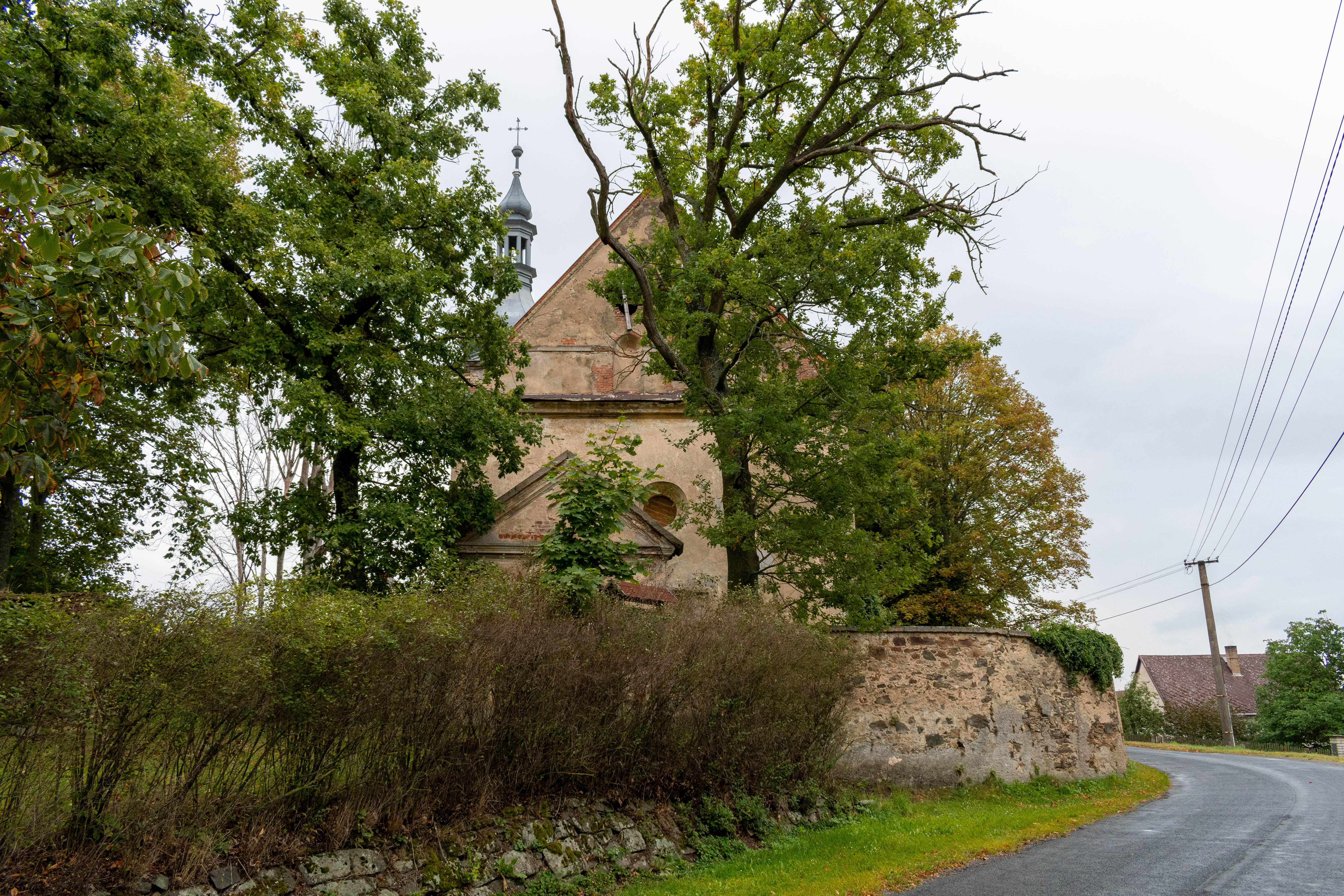
Kostel svatého Martina v Křivcích.

Obci dominuje kostel svatého Martina, jemuž po desítkách let chátrání na počátku 21. století hrozilo, že se zřítí. Nyní prochází opravami.